# Маррей, Саманта
Саманта Маррей (англ. Samantha Murray, род. 25 сентября 1989 года; Вест-Брэдфорд, Ланкашир, Англия) — британская спортсменка в современном пятиборье, олимпийская медалистка.

## Карьера
Приняла участие в Чемпионате мира среди юниоров и Чемпионате Европы среди юниоров в 2010 году, когда британская команда выиграла золото в обеих состязаниях. В индивидуальном первенстве, она стала восьмой из юниоров в мире, а её команда — 15-й в общем зачете среди европейских команд. В составе своей команды (Фрейя Прентис, Хитер Фелл и Кэти Бурк) Маррей также приняла участие в Мировом чемпионате по современному пятиборью 2010 года; её команда заняла второе место в командном первенстве, завоевав серебряную медаль. Маррей помещена в 22-й позиции в личном зачете. Это были её первые взрослые соревнования.
Маррей заняла шестое место на Кубке мира в Шарлотте, Северная Каролина, в марте 2012 года. После этого она участвовала в Кубке Будапешта, где стала победительницей. Свою первую медаль в личном первенстве уровня чемпионата мира она завоевала в Ростове, (Россия) на чемпионате мира по современному пятиборью в апреле 2012 года, где получила бронзовую медаль, уступив Анастасии Прокопенко и Виктории Терещук, а в командном первенстве — общую золотую медаль.
На Летних Олимпийских играх 2012 года в Лондоне Маррей стала серебряным призёром.